# Friedrich Schulte (Verleger)

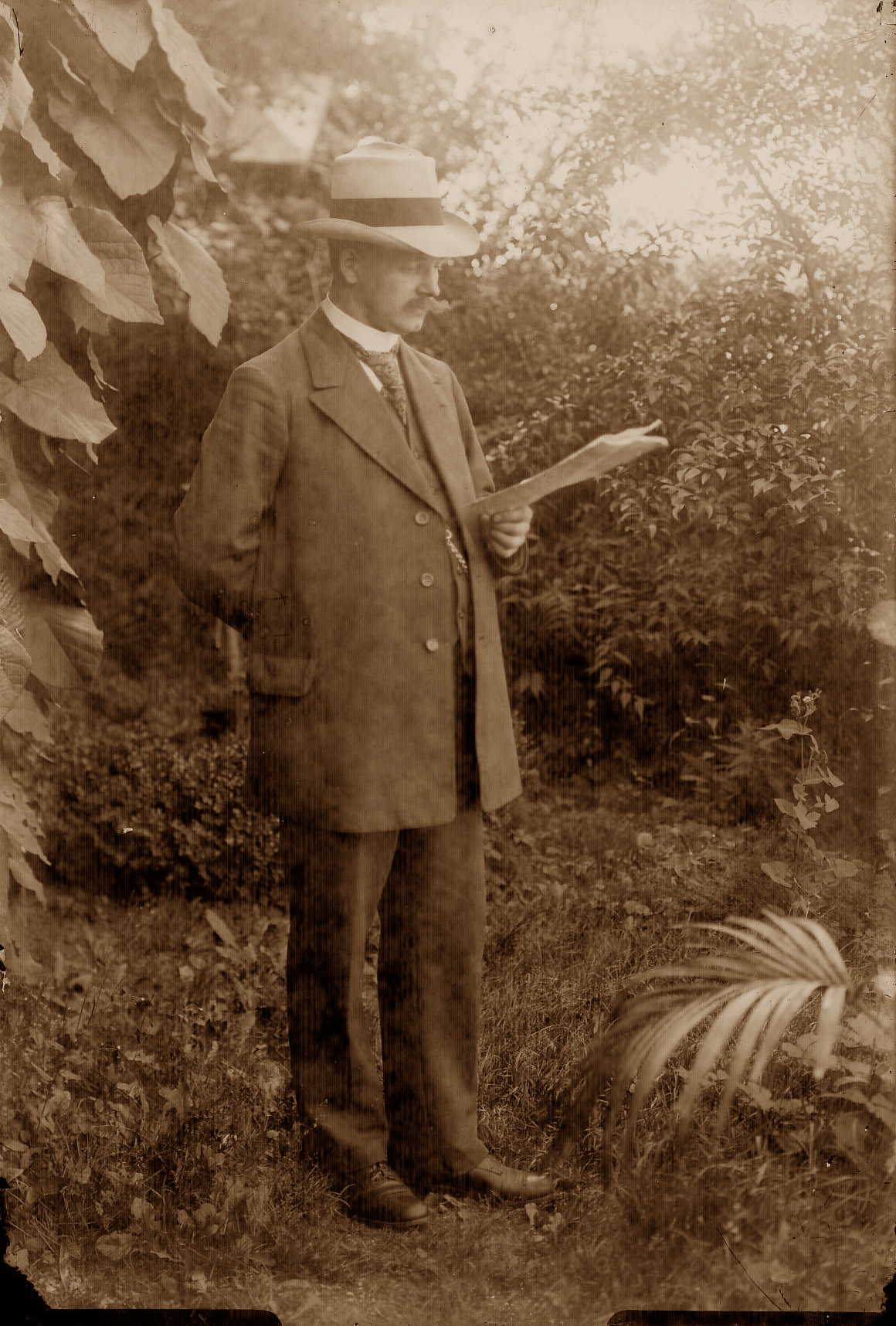
Friedrich Schulte

Friedrich Schulte (* 27. April 1867 in Delecke, Sauerland; † 7. Juli 1940 in Münstereifel) war ein deutscher Buchdrucker, Verleger der Münstereifeler Zeitung und Fotograf. Er hat die Stadt Münstereifel durch seine Postkartenproduktion überregional bekannt gemacht.

## Leben
Friedrich Schulte wurde in Delecke als Sohn des Lehrers Heinrich, Franz Josef Schulte und seiner Ehefrau Maria Anna Schümer geboren, besuchte die Volksschule, erlernte innerhalb von vier Jahren den Beruf des Buchdruckers und arbeitete danach acht Jahre als Gehilfe im Buchdruckgewerbe. Friedrich Schulte heiratete am 5. Mai 1894 in Münstereifel die Lehrerstochter Anna Schepers aus Mutscheid und hatte mit ihr zusammen sechs Kinder. Nach seiner Gehilfenzeit machte sich Friedrich Schulte in Münstereifel mit dem Verlag Friedrich Schulte selbständig, in dem von 1893 bis 1939 die Münstereifeler Zeitung, das amtliche Organ der Stadt Münstereifel, herausgegeben und gedruckt wurde.

## Wirkung

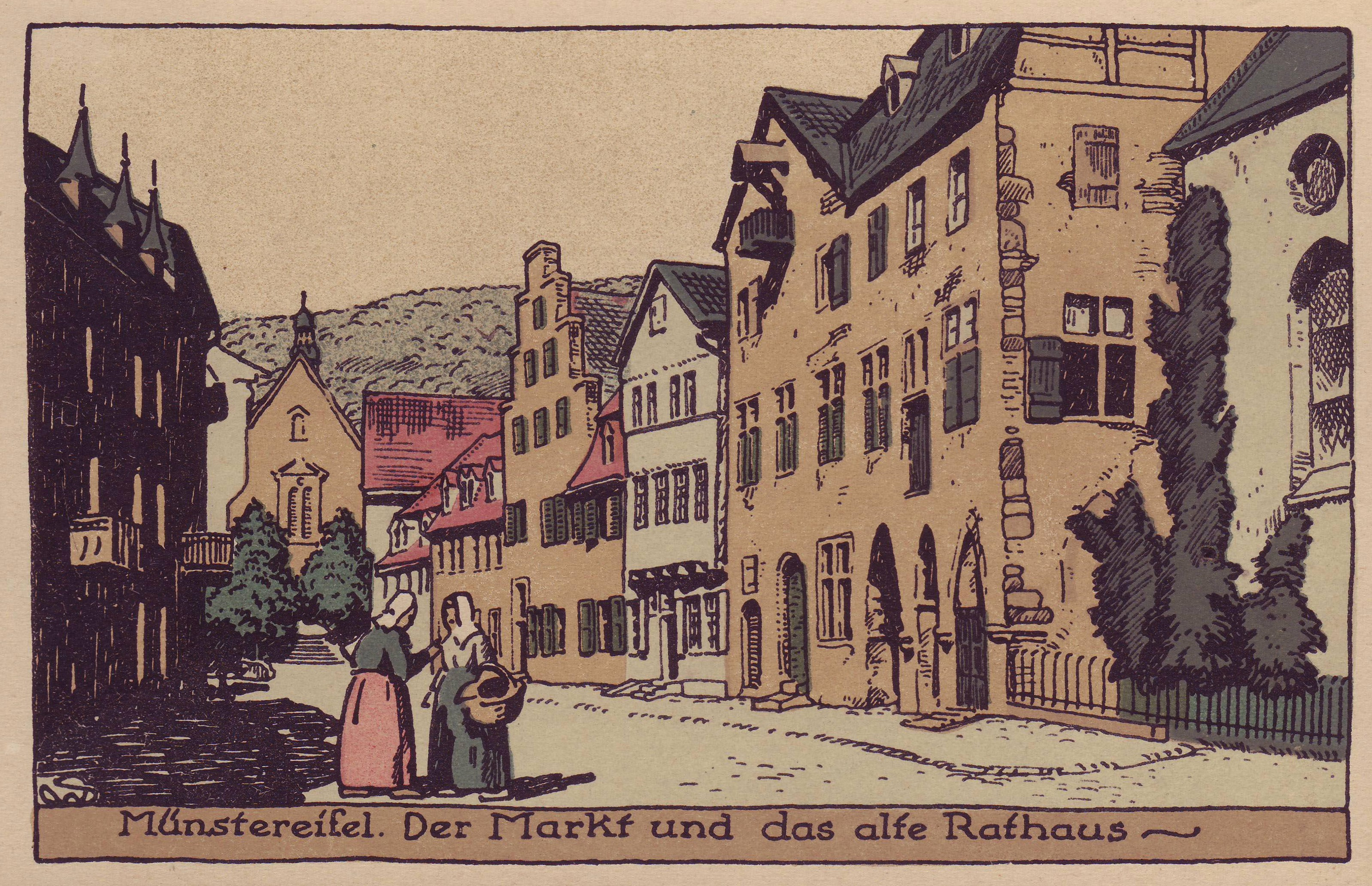
Postkarte, Marktstraße, Altes Rathaus, Verlag Friedrich Schulte

Friedrich Schulte war zwar von Beruf Buchdrucker und Verleger, widmete sich andererseits aber viel der Fotografie, denn zur damaligen Ausbildung als Buchdrucker gehörten u. a. auch der Erwerb von Kenntnissen über die Herstellung von Lichtbildern und deren Reproduktion. Zusätzlich zu seiner Tätigkeit als Verleger baute Friedrich Schulte nun einen Postkartenverlag auf, nutzte seine fotografischen Grundlagen dazu, selbst zu fotografieren und eigene Motive zu gestalten. Besonderen Wert legte Friedrich Schulte auch darauf, sein privates Umfeld und Personen des städtischen Lebens in Münstereifel ausführlich fotografisch zu dokumentieren. Privat war er sehr bemüht, seine Familie und deren Freunde und Bekannte in ihrem gesellschaftlichen Umfeld abzulichten, dazu gehören u. a. viele Fotos von Gartenszenen, Ausflügen, Kirchenfesten, Karnevalsfeiern und speziellen Aktivitäten. Fotografiert hat Friedrich Schulte mit transportablen großen Plattenkameras, die mit auswechselbaren Kassetten bestückt werden konnten, von denen keine einzige mehr vorhanden ist. Das Fotografieren gestaltete sich damals recht aufwendig. Kameras und Stative waren sehr schwer und sperrig, es dauerte immer eine gewisse Zeit, bis die Bildmotive richtig eingerichtet und die Blenden und Schärfe-Einstellungen reguliert waren. Die Belichtungszeiten waren sehr lang, so dass im Verlauf von Personenaufnahmen bei unkontrollierten Bewegungen Unschärfen vorkamen. Alle Fotografien von Friedrich Schulte sind undatiert, so dass der Zeitpunkt der Aufnahmen nur auf Grund der abgebildeten ehemaligen Stadtstrukturen und dem Umfeld geschätzt werden kann. Als Fotomaterial verwendete er hauptsächlich orthochromatische Glas-Trockenplatten in den Formaten 10 × 15 cm oder 13 × 18 cm, für die Innenaufnahmen in Kirchen aber auch das Großformat 18 × 24 cm. Im Laufe der Zeit entstanden eine Fülle von Fotografien und mit seiner Sammlung von über 400 Negativen und Positiven hinterlässt er der Stadt ein Erbe, in der die zeitgenössische Darstellung von Münstereifel um die Jahrhundertwende in einmaligen Aufnahmen dokumentiert und interessante Impressionen der Stadt und des sozialen Milieus in Münstereifel zur Zeit der Jahrhundertwende vermittelt werden.

## Verlag von Postkarten

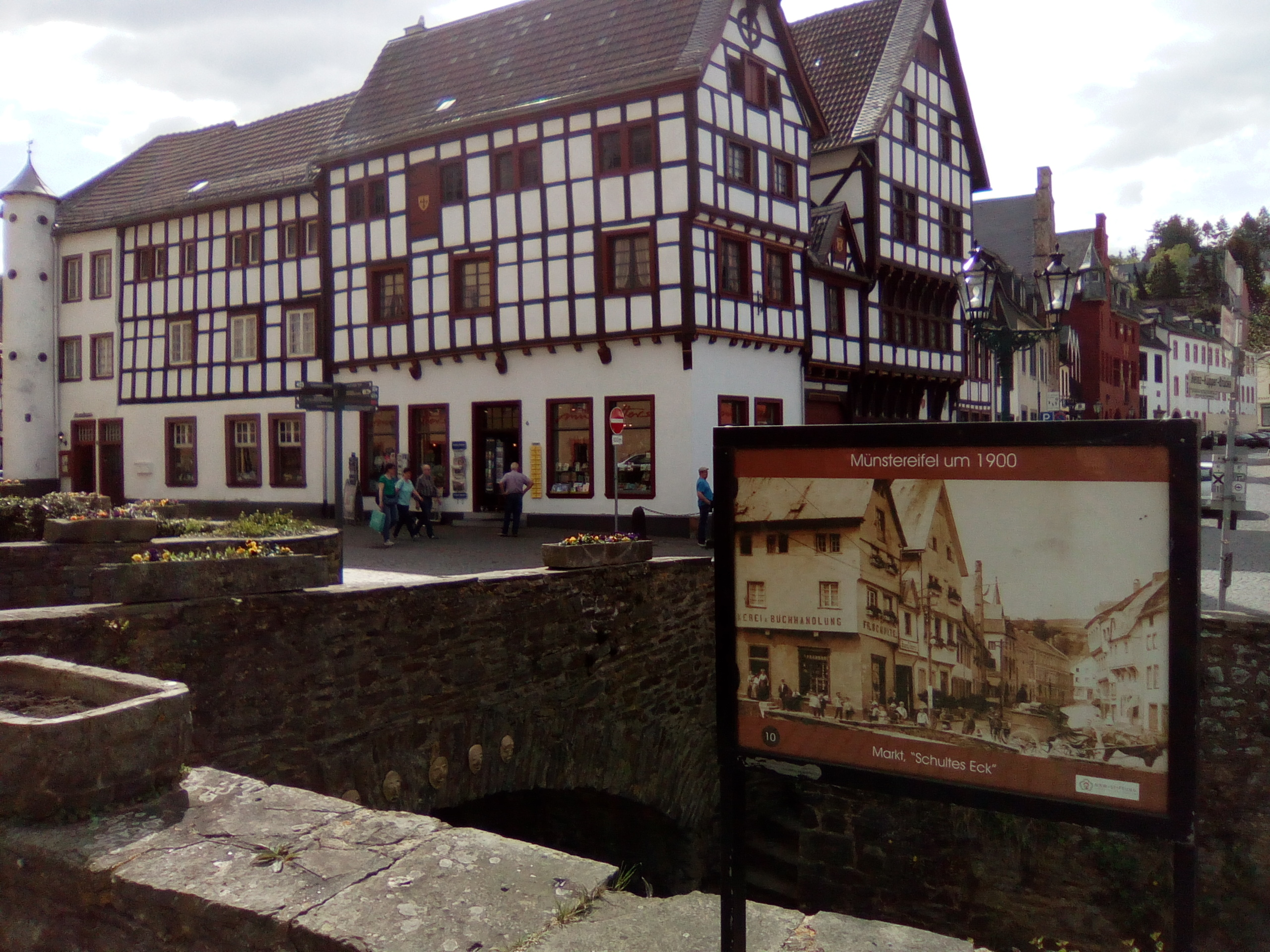
Historienweg „Münstereifel um 1900“, Tafel 10

Besonders gefragt bei den Käufern waren mehrfarbig gestaltete Postkarten. Um solche Kundenwünsche zu erfüllen, verwendete Friedrich Schulte deshalb zu Beginn seiner Postkartenproduktion das Steindruckverfahren (Lithographie), einem Flachdruckverfahren, d. h. alle druckenden Elemente liegen auf einer Ebene. Der Steindruck war sehr aufwendig, da für jede Farbe ein Druckstein angefertigt werden musste. Farbige Karten druckte man in bis zu sechs Druckgängen hintereinander, wobei mit der hellsten Farbe angefangen und mit der dunkelsten Farbe aufgehört wurde. So ergaben sich auch Mischtöne. Zeichnungen und Farbauszüge wurden mit der Hand mit Lithographen-Tusche vorher auf die Steine aufgetragen und hatten später beim Zusammendruck hundertprozentig passgenau zu sitzen. Als Vorlagen für die Zeichnungen dienten hier auch Fotografien von Friedrich Schulte. Wegen der künstlerischen Gestaltung, der hohen Farbtreue und der Druckpräzision waren solche Postkarten bei den Touristen sehr beliebt. Heute noch sind solche Postkarten gegenüber modernen Druckverfahren wegen ihrer Farbqualität unübertroffen.

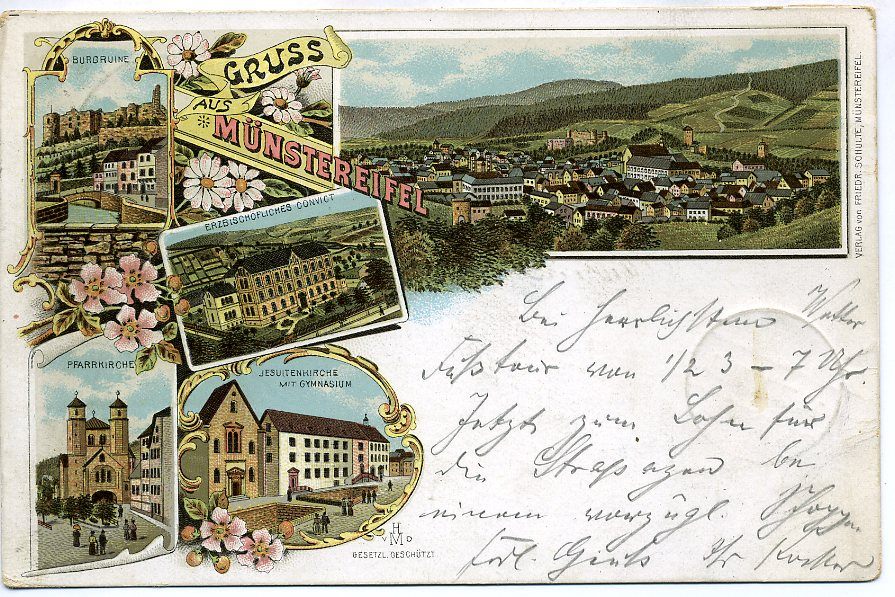
Postkarte 1897, Münstereifel, Verlag Friedrich Schulte

Der Sohn des Verlegers Friedrich Schulte, Carl Schulte, übernahm später den Verlag. Er setzte das Werk seines Vaters fort, widmete sich weiter der Fotografie des Ortes Münstereifel und produzierte eine Vielzahl an Postkarten, die besonders in den 1950er und 1960er Jahren gern von Touristen gekauft wurden. Diese Postkarten wurden speziell im Offsetverfahren in der hauseigenen Druckerei in größeren Auflagen auf modernen Druckmaschinen angefertigt und u. a. auch im eigenen Geschäft Ecke Werther Straße/Markt veräußert. Nach dem Tode von Carl Schulte im Jahre 1987 wurde die Druckerei des Verlags aufgegeben. Dessen Ehefrau, Mimi Schulte, führte darüber hinaus weiter das Geschäft. Heute befindet sich in diesem Gebäude die Buchhandlung „Mütters“. Das Angebot historischer Postkarten aus dem Verlag von Friedrich Schulte ist auch heute noch auf dem Sammlermarkt recht umfangreich. Die Karten sind beliebt, werden auf Börsen getauscht, in Antiquariaten angeboten und im Internet ersteigert. Sie sind wertvolle zeithistorische Dokumente, weil sie von früheren Zeiten erzählen, den Wandel des Stadtbildes dokumentieren und so unmittelbar der Aufbewahrung und Erinnerung dienen.

## Historienweg „Münstereifel um 1900“
Im Sommer des Jahres 2012 wurde der Historienweg „Münstereifel um 1900“ mit insgesamt 21 Stationen in der Innenstadt von Bad Münstereifel offiziell eingeweiht. Besucher der Stadt können anhand großformatiger Fototafeln, auf denen Aufnahmen des Verlegers und Fotografen Friedrich Schulte zu sehen sind, die ursprüngliche Stadtansicht zur Zeit der Jahrhundertwende nachempfinden.

## Werke
- Schulte, Friedrich (Hrsg.); Münstereifel, Geschichte, Sehenswürdigkeiten und Umgebung, Fremdenführer, Verlag Friedrich Schulte, Münstereifel 1913
- Schulte, Friedrich (Hrsg.); Münstereifel das „Eifeler Rothenburg“. 14 photogr. Aufnahmen auf 10 Tafeln. Münstereifel, Verlag Friedrich Schulte, Münstereifel 1925

## Literatur

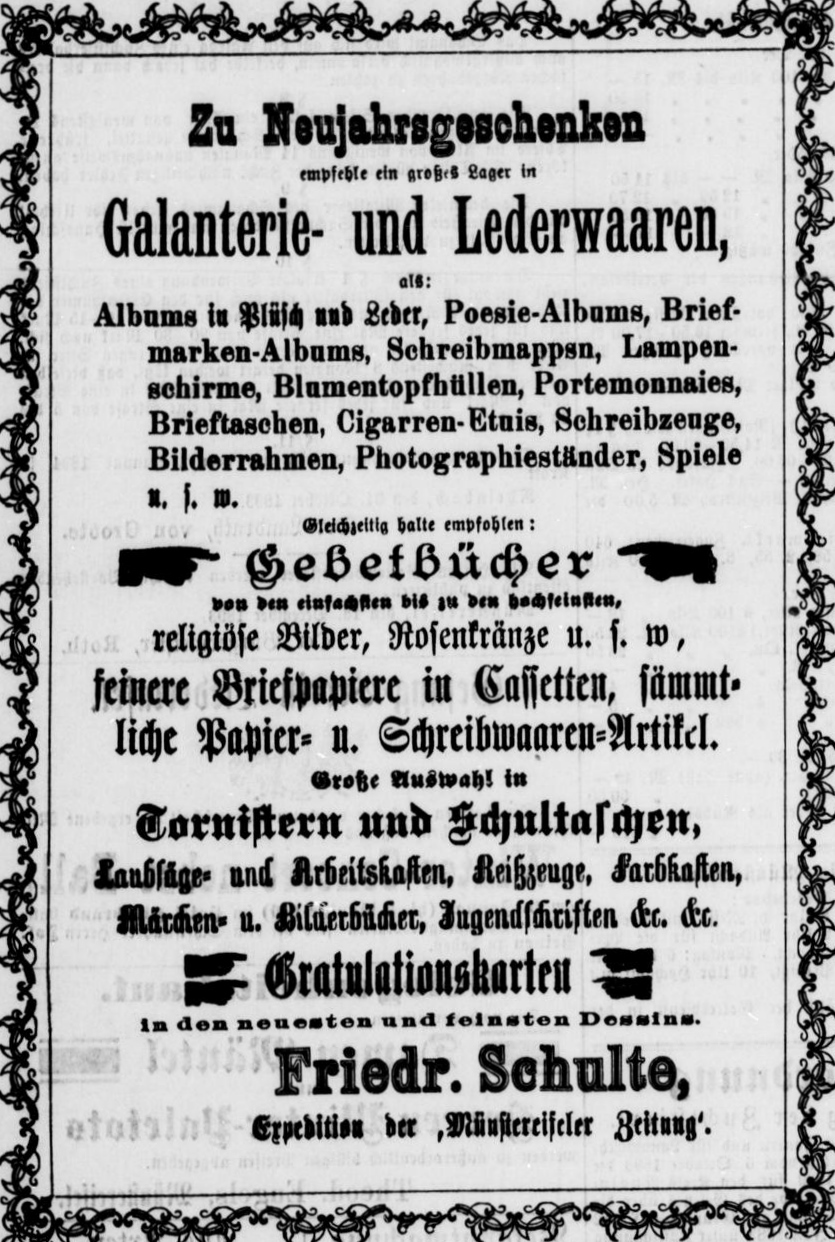
Anzeige der Buchhandlung Friedrich Schulte 1893